# Chong Kal
Chong Kal är ett distrikt i Kambodja.   Det ligger i provinsen Ŏtâr Méanchey, i den nordvästra delen av landet, 300 km nordväst om huvudstaden Phnom Penh.